# Pataias
Pataias est une freguesia portugaise située dans le District de Leiria.
Avec une superficie de 78 km2 et une population de 7 000 habitants (2008), la paroisse possède une densité de 89,7 hab/km2.

## Principaux axes routiers
- N242 : Leiria-Marinha Grande-Pataias-Nazaré-São Martinho do Porto
- A8 : Leiria-Marinha Grande-Pataias-Alcobaça